# Partido Bretão
O Partido Bretão (em bretão: Strollad Breizh) é um partido nacionalista e político social-democrata fundado em 2000, que reivindica a emancipação da Bretanha, como membro de pleno direito da União Europeia.